# ピーター・キャリントン (第6代キャリントン男爵)
第6代キャリントン男爵ピーター・アレクサンダー・ルパート・キャリントン（英語: Peter Alexander Rupert Carington, 6th Baron Carrington,KG GCMG CH MC PC DL、1919年6月6日 - 2018年7月9日）は、イギリスの政治家、貴族。キャリントン男爵キャリントン家に生まれ、1938年に爵位継承して1940年から貴族院議員として政界入りを果たした。戦後の保守党政権下で閣僚職を歴任し、とりわけマーガレット・サッチャー内閣で外務・英連邦大臣を務めたことで知られる。

## 経歴

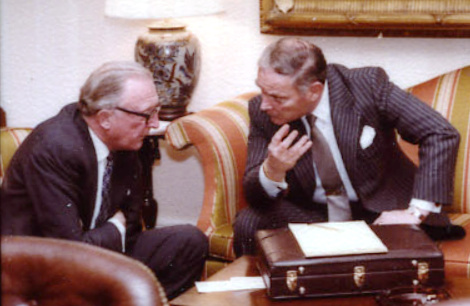
アメリカのアレクサンダー・ヘイグ国務長官と（1981年2月26日）。

1919年6月6日にチェルシーにて、後に第5代キャリントン男爵となるルパート・キャリントン（1929年に爵位継承）とその妻のエディス（旧姓ホースフォール）の間の第2子（長男）として誕生。
1938年11月にイートン校在学中の時に父が死去し、第6代キャリントン男爵の爵位を継承した。
1939年1月に少尉としてグレナディアガーズに入隊し、後に少佐階級まで昇進した。サンドハーストの王立陸軍大学を出て、第二次世界大戦に従軍し、1945年にミリタリー・クロスを受章した。戦後も1949年まで陸軍に在籍した。
1940年にキャリントン卿は21歳に達して貴族院議員に列した。保守党に所属し、第2次チャーチル内閣とイーデン内閣で次の役職を歴任。1951年11月から1954年10月にかけて農林水産庁政務次官、ついで1956年10月まで国防省政務次官、ついで1959年10月までオーストラリアの連合王国ハイ・コミッショナーを務めた。
イギリスへ帰国した後、1959年11月から1963年10月までハロルド・マクミラン内閣で海軍大臣を務めた。つづいて保守党が下野する1964年10月までアレック・ダグラス＝ヒューム内閣で無任所大臣と貴族院院内総務を務めた。
1970年に保守党が政権奪還してエドワード・ヒース内閣が発足すると、国防大臣として入閣し、1974年1月まで務めた。彼はヒースの腹心の盟友だった。
1973年に第四次中東戦争が勃発して石油生産が大幅に減り、石油価格が4倍に高騰する中、1974年1月にエネルギー省が新設され、キャリントン卿がその大臣に就任した。電力消費の激しい冬を乗り切るため、当時工場稼働が週3日になっていたが、予想より暖冬だったため、キャリントン卿は週4日制を宣言した（これに労働組合が強く反発し、解散総選挙となるが、ハング・パーラメントとなり、保守党は自由党との連立工作に失敗したため退陣した）。
下野から間も無く保守党党首がサッチャーに代わると保守党貴族院院内総務（影の内閣貴族院院内総務）に任じられた。
1979年5月にサッチャー内閣が成立すると外務英連邦大臣として入閣した。
同年のローデシア独立問題をめぐってサッチャーは、マルクス主義的なロバート・ムガベを嫌い、白人に対して穏健なアベル・ムゾレワを後援しようとしたが、キャリントン卿はムゾレワは白人至上主義者イアン・スミスの傀儡に過ぎず、ムゾレワ体制ではとても他国から受け入れられないと彼女を説得した。サッチャーから事態の収拾を任せられたキャリントン卿は、英連邦会議を開催してスミスやムゾレワとムガベを話し合わせ、一時ローデシアをイギリス植民地に戻すことで会議を取りまとめた。その後、総督を送って内戦を鎮め、白人に一定の議席を認めるが民主的な内容の憲法を制定し、選挙でのムガベの勝利を経て、1980年にジンバブエとして独立させた。このキャリントン卿の手際の良さは当時国際的に高く評価された。
ヨーロッパ政策ではサッチャーの欧州共同体(EC)に対する強硬姿勢を憂慮していた。
1982年、アルゼンチンが領土係争中であった英領フォークランド諸島に侵攻した。（フォークランド紛争）政権初期、サッチャーは軍縮による予算削減を目指していたため、軍事独裁国アルゼンチンが狙うフォークランド諸島への砕氷哨戒艦「エンディアランス」の巡回を中止させた。キャリントン卿はこの巡回中止に反対していたが、将校が危機の察知に失敗した問題で右派から批判を集め、1982年4月に外相を辞職することになった。
1983年から1988年にかけては北大西洋条約機構(NATO)において事務総長を務める。
1984年8月に聖マイケル・聖ジョージ勲騎士団長に就任し、1994年6月まで務めた。
1985年にガーター勲章を受章し、1994年11月にはガーター騎士団長に就任し、2012年10月まで務めた。
1999年11月の貴族院改革で世襲貴族の大半が議席を喪失したが、彼は一代貴族「ノッティンガムシャー・アプトンのアプトンのキャリントン男爵（Baron Carington of Upton, of Upton in the County of Nottinghamshire）」に叙されて議席を保った。
2018年7月9日に99歳で死去。死去時点で最年長の貴族院議員、チャーチル政権に参加した最後の生き残りだった。

## 栄典

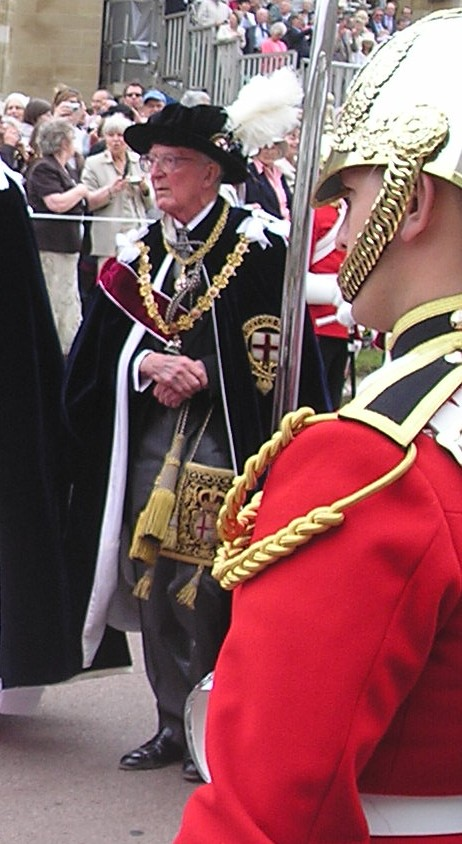
2006年6月19日、ガーター・セレモニーでセントジョージ礼拝堂へ向かうガーター騎士団長キャリントン卿。

### 爵位
1938年11月19日に父ルパート・キャリントンの死去により以下の爵位を継承した。
- ブルコット・ロッジの第6代キャリントン男爵 (6th Baron Carrington, of Bulcot Lodge)
(1796年7月11日の勅許状によるアイルランド貴族爵位)
- ノッティンガム州におけるアプトンの第6代キャリントン男爵 (6th Baron Carrington, of Upton in the County of Nottingham)
(1797年10月20日の勅許状によるグレートブリテン貴族爵位)

1999年11月17日に以下の一代貴族爵位を新規に叙せられた
- ノッティンガム州におけるアプトンのアプトンのキャリントン男爵 (Baron Carington of Upton, of Upton in the County of Nottingham)
(勅許状による連合王国一代貴族爵位)

2つの世襲爵位のキャリントン男爵のスペルは「Baron Carrington」、一代貴族爵位のキャリントン男爵のスペルは「Baron Carington」である。

### 勲章
- 1945年、ミリタリー・クロス（英語版）(MC)[5]
- 1958年、聖マイケル・聖ジョージ勲章ナイト・コマンダー(KCMG)[26]
- 1983年、コンパニオン・オブ・オナー勲章コンパニオン（CH）[27]
- 1985年、ガーター勲章勲爵士(KG)[20]。
- 1988年、聖マイケル・聖ジョージ勲章ナイト・グランド・クロス(GCMG)[28]
- 1984年-1994年、聖マイケル・聖ジョージ騎士団長[18][19]
- 1994年-2012年、ガーター騎士団長（英語版）[21][22]

### 名誉職その他
- 1951年7月2日、バッキンガムシャー副統監[29]
- 1981年、名誉法学博士号（LLD）（ケンブリッジ大学名誉学位）[5]
- 1981年、名誉法学博士号（LLD）（リーズ大学名誉学位）[5]
- 1983年、名誉法学博士号（アメリカ・サウスカロライナ大学名誉学位）[5]
- 1985年、名誉法学博士号（LLD）（アバディーン大学名誉学位）[5]
- 1986年、名誉法学博士号（LLD）（アメリカ・ハーバード大学名誉学位）[5]
- 1989年、名誉法学博士号（LLD）（サセックス大学名誉学位）[5]
- 1993年、名誉法学博士号（LLD）（バーミンガム大学名誉学位）[5]
- 1993年、名誉法学博士号（LLD）（ノッティンガム大学名誉学位）[5]
- 1998年、名誉法学博士号（LLD）（ニューカッスル大学名誉学位）[5]

## 家族
1942年に陸軍軍人サー・フランシス・ケネディ・マククリーン中佐の娘アイオナ・エレン・マククリーンと結婚し、彼女との間に以下の3子を儲けている。
- 第1子（長女）アレクサンドラ閣下（Hon. Alexandra）（1943年-） 1965年に陸軍軍人ピーター・ノエル・ド・ブンゼンと結婚。
- 第2子（次女）ヴァージニア閣下（Hon. Virginia）（1946年-）：1973年に第4代アッシュコーム男爵ヘンリー・キュービット（英語版）と結婚したが、1979年に離婚。
- 第3子（長男）ルパート（Rupert Carington, 7th Baron Carrington）（1948年-）：第7代キャリントン男爵位を継承